# 아크멜라
아크멜라(학명: Acmella repens 아크멜라 레펜스[*])는 국화과의 여러해살이풀이다. 북아메리카에 자생하며, 미국 남부와 중남부, 특히 텍사스주와 노스캐롤라이나주에 걸친 해안 지역 및 미주리주와 루이지애나주에 걸친 미시시피강 하구 지역에 분포한다. 멕시코에서는 북동부의 코아우일라주에 분포한다.